# Jakob Michael Reinhold Lenz

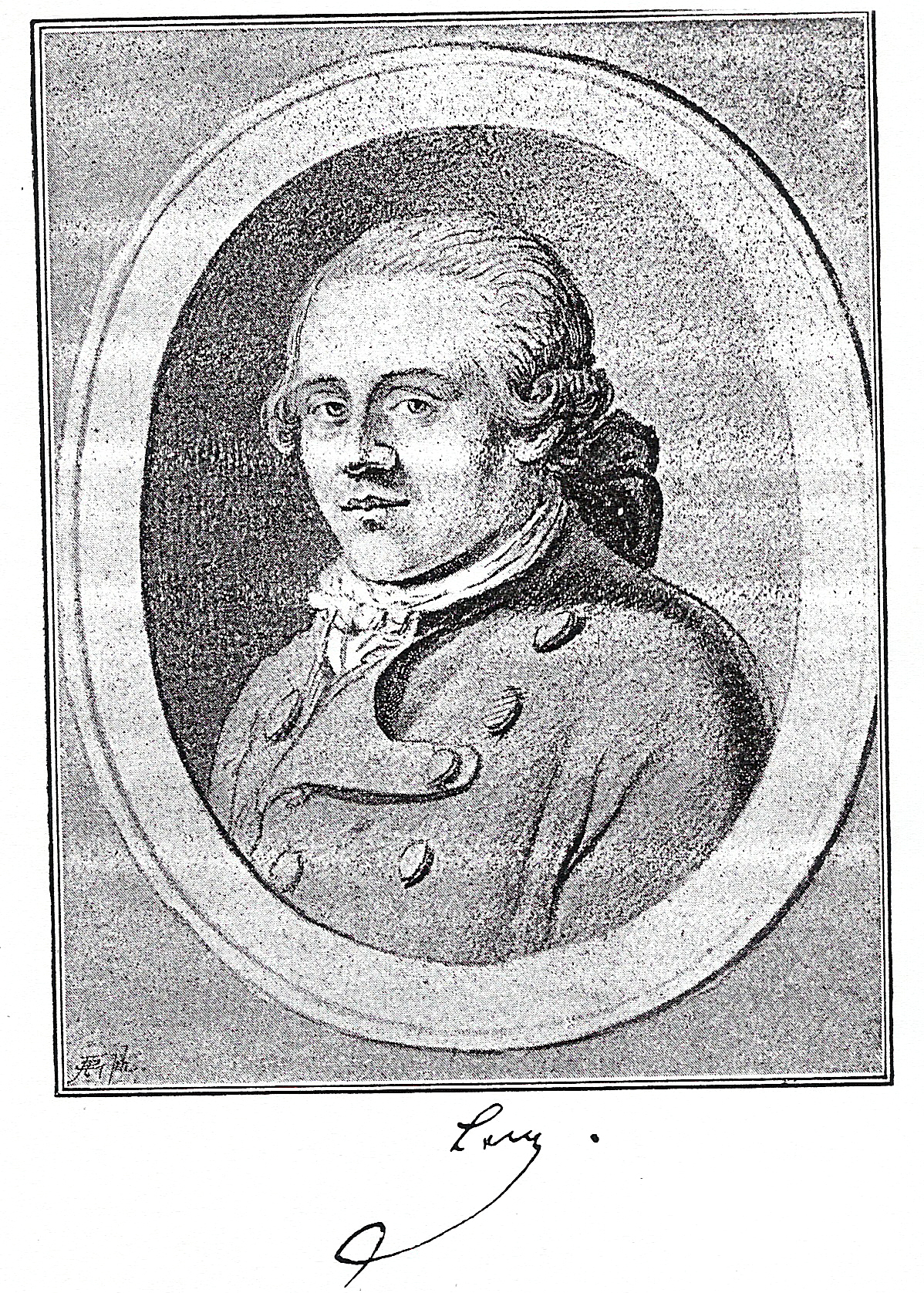
Jakob Michael Reinhold Lenz.

Jakob Michael Reinhold Lenz (Seßwegen, Livonia, hoy Cesvaine, Letonia, 23 de enero de 1751 - Moscú, 4 de junio de 1792) fue un escritor germanobáltico del Sturm und Drang.

## Biografía
Cuando Lenz tenía nueve años, en 1760, la familia se mudó a Dorpat, actual Tartu, donde a su padre le habían ofrecido un puesto de ministro.
Su primeras obras poéticas escritas ya a los quince años le dieron fama de genio; en 1768 emprendió estudios de teología en Königsberg (Prusia), y tradujo a Alexander Pope y William Shakespeare.
Mientras estuvo allí, asistió a conferencias de Immanuel Kant, quien lo animó a leer a Jean-Jacques Rousseau. Comenzó a seguir cada vez más sus intereses literarios y a descuidar la teología. Su primera publicación independiente, el largo poema Die Landplagen ("Tormentos de la tierra") apareció en 1769. También estudió música, probablemente con el virtuoso laudista ucraniano Timofey Belogradsky, entonces residente en Königsberg, o con su alumno Johann Friedrich Reichardt.
Durante un viaje a Estrasburgo, en 1771, conoció a Johann Wolfgang von Goethe, quien le puso en contacto a su vez con Johann Gottfried Herder y Johann Caspar Lavater. Su drama El preceptor (Der Hofmeister, oder Vorteile der Privaterziehung 1774) y otras obras publicadas en ese mismo año fueron atribuidas inicialmente a Goethe.
De 1776 es la comedia Los soldados (Die Soldaten), que fue reelaborada en 1968 por Heinar Kipphardt. Lenz rompe las unidades aristotélicas de tiempo, espacio y acción, anticipando elementos decisivos del drama moderno. Sus piezas, con escenas cortas y abruptas y una prosa ruda y punzante escandalizaron al público por escoger enredos sobre el Antiguo Régimen alemán. En 1777 le aquejó una enfermedad mental que paralizó su creatividad y lo constriñó a largas estancias terapéuticas en Suiza y Riga. Curado al fin, marchó a Moscú, donde murió abandonado en medio de una absoluta pobreza. Su trágico destino fue narrado en la famosa novela Lenz de Georg Büchner (1839). Sus obras fueron redescubiertas y refundidas en el siglo XX por Bertolt Brecht.
Su celebridad se funda sobre todo en dos piezas teatrales, Der Hofmeister, oder Vorteile der Privaterziehung ("El preceptor", 1774) y Die Soldaten ("Los soldados", 1776), dramas ambientales socialmente críticos que no se apoyaban, como los de Goethe, en grandes caracteres portadores de la acción y se centraban más bien en seres humanos mediocres sujetos al medio social del que provienen. Son las circunstancias sociales el motor de la acción y el bien y el mal se reparten por todas las clases sociales. La fe en la razón ilustrada sucumbe ante los impedimentos sociales reales. Caricaturiza la arrogancia de la aristocracia y las limitaciones devotas de la burguesía. Algunos personajes se muestran críticos pero no creen que puedan transformarse las cosas, y aunque el final feliz siempre arregla las cosas la visión resignada de las fronteras insalvables de clase existentes subsiste.

## Obras
- Die Landplagen ("Las tormentas de la tierra"), epopeya en hexámetros, 1769.
- Der Hofmeister, oder Vorteile der Privaterziehung. Eine Komödie (El preceptor, o las ventajas de una educación privada"). Drama, 1774.
- Der neue Menoza ("El nuevo Menoza"), drama, 1774.
- Anmerkungen übers Theater ("Observaciones sobre el teatro"), ensayo, 1774.
- Meinungen eines Laien, den Geistlichen zugeeignet, ensayo, 1775.
- Pandaemonium Germanicum. Drama, escrito en 1775, publicado póstumo en 1819.
- Die Soldaten. Eine Komödie ("Los soldados. Una comedia"). Drama, 1776[2]
- Die Freunde machen den Philosophen. Drama, 1776
- Zerbin oder Die neuere Philosophie. Novelas, 1776
- Der Landprediger. Erzählung, 1777
- Der Waldbruder novela póstuma inconclusa, 1882